# Paul Kipsiele Koech
Paul Kipsiele Koech (Cheplanget, 10 novembre 1981) è un siepista e mezzofondista keniota.
Tra i suoi record personali sono presenti prestazioni di rilievo come il 7'33"93 sui 3000 m piani ed il 7'54"31 sui 3000 m siepi; con quest'ultimo crono è il terzo miglior atleta di sempre nella specialità. Nella disciplina meno comune, quella dei 2000 metri siepi, possiede un personale di 5'13"77.
Ai Giochi olimpici di Atene nel 2004 si è aggiudicato la medaglia di bronzo sui 3000 m siepi, inoltre due anni più tardi ha vinto il titolo continentale in questa disciplina. Nel 2008 a Valencia durante i mondiali indoor, è salito sul secondo gradino del podio nella prova dei 3000 m piani.

## Biografia
Paul Kipsiele Koech, nato a Cheplanget, si diploma alla scuola superiore di Cheplanget nel 1999. Muove i primi passi nel mondo dell'atletica ai campionati nazionali di corsa campestre dove si comporta in modo eccellente dunque viene invitato a competere in Europa ed entra a far parte di un team guidato da James Templeton.
Pur essendo tra gli atleti più veloci nelle siepi, non riesce ad agguantare risultati di livello per diverse volte ai trials keniani per partecipare ai campionati del mondo di atletica leggera o ai Giochi olimpici.
Nel 2009 partecipa a tutti i sette eventi in programma per le IAAF World Athletics Final, terminando le prove sempre tra i primi tre classificati, divenendo l'unico atleta a riuscire in questo risultato.
Riesce a raccogliere diversi successi in gare di corsa campestre, ad esempio con la vittoria nel 2006 alla Cinque Mulini e nel 2007 alla Iris Lotto Cross Cup.
Nel febbraio 2010 stabilisce la migliore prestazione al mondo con 5'17"04 nella inusuale prova dei 2 000 metri siepi indoor.
Per due volte riesce ad imporsi nella prova delle 3 000 siepi ai meeting della Diamond League e termina l'intero circuito di competizioni con un punteggio sufficiente per aggiudicarsi il trofeo inaugurale della Diamond League. In questi meeting di alto livello, il keniota detiene i record della specialità al Prefontaine Classic, all'Adidas Grand Prix e al DN Galan.
Durante il mese di febbraio del 2010 migliora il suo record abbassandolo a 5'13"77 sui 2 000 metri siepi, all'Indoor Fladers Meeting.
Ha costruito una scuola primaria vicino alla sua residenza. Inoltre allena alcuni giovani atleti, inclusa la campionessa del mondo juniores Mercy Cherono. Koech è sposato e ha una figlia, nata nel 2004 e un figlio più piccolo.

## Record nazionali

### Seniores
- 2 miglia indoor: 8'06"48 ( Birmingham, 16 febbraio 2008)
- 2000 metri siepi indoor: 5'13"77 ( Gand, 13 febbraio 2011)

## Progressione

### 1500 metri piani
| Stagione | Risultato | Luogo      | Data      | Rank. Mond. |
| -------- | --------- | ---------- | --------- | ----------- |
| 2013     | 3'39"6    | Nairobi    | 25-5-2013 | 166º        |
| 2012     | 3'39"1    | Nairobi    | 18-5-2012 | 158º        |
| 2007     | 3'37"92   | Glasgow    | 3-6-2007  | 77º         |
| 2001     | 3'38"87   | Leverkusen | 26-8-2001 | -           |

### 3000 metri piani
| Stagione | Risultato | Luogo | Data      | Rank. Mond. |
| -------- | --------- | ----- | --------- | ----------- |
| 2008     | 7'38"41   | Doha  | 9-5-2008  | 18º         |
| 2005     | 7'33"93   | Doha  | 13-5-2005 | 9º          |
| 2004     | 7'39"40   | Doha  | 14-5-2004 | 11º         |
| 2003     | 7'38"48   | Rieti | 7-9-2003  | 10º         |
| 2001     | 7'42"14   | Rieti | 2-9-2001  | -           |

### 5000 metri piani
| Stagione | Risultato | Luogo     | Data      | Rank. Mond. |
| -------- | --------- | --------- | --------- | ----------- |
| 2010     | 13'05"18  | Rabat     | 6-6-2010  | 29º         |
| 2005     | 13'11"26  | Bruxelles | 26-8-2005 | 40º         |

### 3000 metri siepi
| Stagione | Risultato | Luogo     | Data      | Rank. Mond. |
| -------- | --------- | --------- | --------- | ----------- |
| 2013     | 8'02"63   | Shanghai  | 18-5-2013 | 4º          |
| 2012     | 7'54"31   | Roma      | 31-5-2012 | 1º          |
| 2011     | 7'57"32   | Monaco    | 22-7-2011 | 3º          |
| 2010     | 8'02"07   | Parigi    | 16-7-2010 | 3º          |
| 2009     | 8'01"26   | Berlino   | 18-8-2009 | 4º          |
| 2008     | 8'00"57   | Heusden   | 20-7-2008 | 1º          |
| 2007     | 7'58"80   | Bruxelles | 14-9-2007 | 1º          |
| 2006     | 7'59"94   | Roma      | 14-7-2006 | 2º          |
| 2005     | 7'56"37   | Roma      | 8-7-2005  | 2º          |
| 2004     | 7'59"65   | Roma      | 2-7-2004  | 2º          |
| 2003     | 7'57"42   | Monaco    | 14-9-2003 | 2º          |
| 2002     | 8'05"44   | Zurigo    | 16-8-2002 | 3º          |
| 2001     | 8'15"92   | Berlino   | 31-8-2001 | -           |

## Palmarès
| Anno | Manifestazione      | Sede     | Evento       | Risultato | Prestazione | Note                                     |
| ---- | ------------------- | -------- | ------------ | --------- | ----------- | ---------------------------------------- |
| 2003 | Giochi panafricani  | Abuja    | 3000 m siepi | Argento   | 8'14"77     |                                          |
| 2004 | Giochi olimpici     | Atene    | 3000 m siepi | Bronzo    | 8'06"64     |                                          |
| 2005 | Mondiali            | Helsinki | 3000 m siepi | 7º        | 8'19"14     |                                          |
| 2006 | Campionati africani | Bambous  | 3000 m siepi | Oro       | 8'11"03     | Record dei campionati                    |
| 2008 | Mondiali indoor     | Valencia | 3000 m piani | Argento   | 7'49"05     |                                          |
| 2009 | Mondiali            | Berlino  | 3000 m siepi | 4º        | 8'01"26     | Miglior prestazione personale stagionale |
| 2013 | Mondiali            | Mosca    | 3000 m siepi | 4º        | 8'08"62     |                                          |

## Campionati nazionali
2009
- 5º ai campionati kenioti, 3000 m siepi - 8'36"75

2010
- 9º ai campionati kenioti, 3000 m siepi - 8'39"82

2011
- 7º ai campionati kenioti, 3000 m siepi - 8'34"35

## Altre competizioni internazionali
2003
- Argento alla World Athletics Final ( Monaco), 3000 m siepi - 7'57"42

2004
- Bronzo alla World Athletics Final ( Monaco), 3000 m siepi - 8'03"21

2005
- Oro alla World Athletics Final ( Monaco), 3000 m siepi - 8'07"91

2006
- Oro alla World Athletics Final ( Stoccarda), 3000 m siepi - 8'01"37
- Argento in Coppa del mondo ( Atene), 3000 m siepi - 8'19"37
- Oro alla Cinque Mulini ( San Vittore Olona)

2007
- Oro alla World Athletics Final ( Stoccarda), 3000 m siepi - 8'00"67
- Oro al DN Galan ( Stoccolma), 3000 m siepi - 7'59"42
- Oro alla Lotto Cross Cup Brussels ( Bruxelles) - 30'31"

2008
- Oro alla World Athletics Final ( Stoccarda), 3000 m siepi - 8'05"35

2009
- Argento alla World Athletics Final ( Salonicco), 3000 m siepi - 8'05"47

2010
- Argento al Qatar Athletic Super Grand Prix ( Doha), 3000 m siepi - 8'06"69
- Oro all'Adidas Grand Prix ( New York), 3000 m siepi - 8'10"43
- Bronzo all'Athletissima ( Losanna), 3000 m siepi - 8'11"65
- Argento al Meeting Areva ( Saint-Denis), 3000 m siepi - 8'02"07
- Oro al DN Galan ( Stoccolma), 33000 m siepi - 8'02"18
- Oro all'Aviva London Grand Prix ( Londra), 3000 m siepi - 8'17"70
- Argento al Weltklasse Zürich ( Zurigo), 3000 m siepi - 8'05"48
- Argento al Memorial Van Damme ( Bruxelles), 3000 m siepi - 8'07"66
- Vincitore della Diamond League nella specialità dei 3000 m siepi (17 punti)

2011
- Argento allo Shanghai Golden Grand Prix ( Shanghai), 3000 m siepi - 8'02"42
- Argento al Prefontaine Classic ( Eugene), 3000 m siepi - 8'10"13
- Oro ai Bislett Games ( Oslo), 3000 m siepi - 8'01"83
- Bronzo all'Herculis ( Monaco), 3000 m siepi - 7'57"32
- Oro al DN Galan ( Stoccolma), 3000 m siepi - 8'05"92
- Argento al Weltklasse Zürich ( Zurigo), 3000 m siepi - 8'07"89
- Vincitore della Diamond League nella specialità dei 3000 m siepi (17 punti)

2012
- Oro al Qatar Athletic Super Grand Prix ( Doha), 3000 m siepi - 7'56"58
- Oro al Golden Gala ( Roma), 3000 m siepi - 7'54"31
- Oro al Meeting Areva ( Saint-Denis), 3000 m siepi - 8'00"57
- Argento all'Herculis ( Monaco), 3000 m siepi - 8'03"90
- Oro all'Athletissima ( Losanna), 3000 m siepi - 8'05"80
- Bronzo al Memorial Van Damme ( Bruxelles), 3000 m siepi - 8'04"01
- Vincitore della Diamond League nella specialità dei 3000 m siepi (20 punti)

2013
- Argento allo Shanghai Golden Grand Prix ( Shanghai), 3000 m siepi - 8'02"63
- Argento al Prefontaine Classic ( Eugene), 3000 m siepi - 8'05"86
- Bronzo al Meeting Areva ( Saint-Denis), 3000 m siepi - 8'09"17

2015
- 6º alla ASICS Grand 10 ( Berlino) - 28'25"

2016
- Bronzo al Meeting international Mohammed VI d'athlétisme de Rabat ( Rabat), 3000 m siepi - 8'12"33

2017
- 15º alla Maratona di Rotterdam ( Rotterdam) - 2h12'02"
- 5º alla City-Pier-City Loop ( L'Aia) - 1h01'03"

2019
- Oro alla Mezza maratona di Caen ( Caen) - 1h05'31"